# Arubaanse Division Dos
De Arubaanse Division Dos, kortweg Division Dos is het laagste niveau profvoetbal op Aruba. De competitie wordt georganiseerd door de Arubaanse Voetbal Bond. De kampioen promoveert naar de Division Uno en de nummers 2 en 3 spelen een nacompetitie met de nummers 8 en 9 van de Division Uno. Er doen twaalf teams mee.

## Seizoen 2012/13

### Deelnemers
| CD Ayo                 | Rooi Afo      |
| Estudiantes            | Sport Boys    |
| Jong Aruba             | Aruba Juniors |
| Jong San Nicolas       | Undesa        |
| Independiente Hooiberg | Universal     |
| Real Koyari            | Trupial       |

### Voormalige Arubaanse voetbalclub's in Division Dos
| CD Ayo                 | San Luis            |
| Vitesse                | Aparicio Stars      |
| Independiente Hooiberg | Union               |
| Dos Caminos            | Arikok              |
| Jong San Nicolas       | San Nicolas Juniors |
| Los Valientes          | Trappers            |
| Zee Rovers             | Yara                |
| FC Mercurius           | Washington          |
| Simeon Antonio         | Trupial             |
| Primavera              | Mariniers Kazerne   |
| Rooi Bosal             | Sabana Grandi       |
| Lago Hights            | SC Paradera         |
| Hollandia              | Unidos              |
| Millionarios           | Estudiantes         |
| Club Primavera         | Aruba Juniors       |
| Jong Aruba             | Real Koyari         |
| Tropical               | Aruba Juniors       |
| Real Kudawecha         | Santa Fe            |
| Savaneta Stars         | Lago Club           |
| OSC                    | POA                 |
| Unistars               | Universal           |